# ウィル・グレアム
ウィル・グレアム(Will Graham)は、トマス・ハリスの小説『レッド・ドラゴン』(Red Dragon)の主人公。元FBI捜査官であり、一家惨殺事件の犯人を捜し求める。

## 概要
1981年刊行の『レッド・ドラゴン』の主人公であり、異常犯罪の専門家。特にプロファイリングについてはFBI内部でもよく知られており、FBI特別捜査官ジャック・クロフォードのチームに所属する。ハリスの創作した代表的な人物であるハンニバル・レクターを逮捕した人物であり、直接登場しない続編『羊たちの沈黙』によればアカデミーでも伝説的存在として知られている。
優秀なプロファイラーであるがゆえに犯人へ必要以上に同調する問題を抱えており、精神病院への通院歴がある。この設定は、2013年のテレビドラマ『ハンニバル』で特に重要な要素として扱われている。事件そのものについては一切の証拠を残さなかったレクターが捕まったきっかけも、彼の遊びを無意識に読み取って正体に気付いてしまったためである。
『レッド・ドラゴン』では「レッド・ドラゴン」ことダラハイドとの戦いにおいて、レクターの助言を乞う（後の『羊たちの沈黙』におけるクラリス・スターリングはこの踏襲となっている）。最終的にレクターの助言によってダラハイドに迫る一方、レクターは密かにダラハイドと文通してグレアムを襲うように唆していた。最終的に事件は解決するものの自宅でダラハイドに襲われたグレアムは重傷を負い、『羊たちの沈黙』によればこのことが元で一線から退き、飲んだくれた生活を送ることになったという。

## 担当俳優
- ウィリアム・L・ピーターセン - 『刑事グラハム/凍りついた欲望』（映画、1986年）
- エドワード・ノートン - 『レッド・ドラゴン』（映画、2001年）
- ヒュー・ダンシー - 『ハンニバル』（テレビドラマ、2013年）